# Northwest Arm (Frog Lake)
Northwest Arm (do 7 lipca 1960 West Arm Lahave Lake, do 21 sierpnia 1974 West Arm La Have Lake) – zatoka (arm) w zachodniej części jeziora Frog Lake w kanadyjskiej prowincji Nowa Szkocja, w hrabstwach Kings i Annapolis; nazwa West Arm Lahave Lake urzędowo zatwierdzona 7 września 1950.